# Chai Khana Media
Chai Khana Media mit Sitz in Tiflis betreibt eine internationale Medienplattform mit Schwerpunkt auf ethnischen Minderheiten, Geschlecht und nachhaltiger Entwicklung im Südkaukasus. Sie fördert und vernetzt junge und etablierte Autorinnen und Autoren. Live-Events wie Podien, Ausstellungen und Filmvorführungen werden organisiert. Von Chai Khana unterstützte Dokumentarfilme nehmen an internationalen Wettbewerben teil.

## Thema, Ziele und Umsetzung
Chai Khana veröffentlicht regelmäßig Texte, Fotos und Multimedia sowie Dokumentarfilme zu verschiedenen Themen aus Armenien, Georgien und Aserbaidschan. Der Name Chai Khana bedeutet Teehaus. Die Chai Khana-Plattform hat das Ziel, wie in einen Teehaus einen Gemeinschaftsraum zu bilden, in dem Menschen länderübergreifend zusammenkommen, ihre Geschichten teilen und Ideen entwickeln. Chai Khana erreicht vor allem junge sowie gebildete Menschen und fördert junge Journalistinnen und Journalisten mit einem Mentoring-Programm.
Vor dem Hintergrund der Konflikte in der Region sind unabhängige Medien und freie Meinungsäußerung zunehmend bedroht und gefährdet. Chai Khana möchte ein Gegengewicht zu systematischen Desinformation und Manipulationen sein, die vor allem über das Medium Fernsehen verbreitet wird. Sie unterstützen deshalb Autoren dabei, innovative und künstlerische Beiträge zu veröffentlichen. Die Plattform greift das Mittel des Geschichtenerzählens auf. Damit sollen Barrieren zwischen denen, die berichten und den Personen, über die berichtet wird, aufgelöst werden. Mit der Veröffentlichung der Alltagsgeschichten der Menschen sollen akzeptierte Klischees und Narrative der Mainstream-Medien durchbrochen und Hintergrundinformationen enthüllt werden. Es soll ein offener Diskussionsraum für marginalisierte Gruppen wie beispielsweise Frauen, queere Menschen, ethnische und religiöse Minderheiten sowie vom Konflikten betroffene Menschen geschaffen werden. Ziel ist, Empathie zu schaffen, Wahrnehmungen zu verändern und einen grenzüberschreitenden Dialog in der Region anzustoßen. Es soll ein Netzwerk junger Dokumentarfilmer, Fotografen und Journalisten aus dem gesamten Südkaukasus entstehen.
Es werden themenorientierte Editionen angeboten. Jede Einzelausgabe konzentriert sich auf ein Thema oder eine Frage, die vom Redaktionsteam erarbeitet und in einem öffentlichen Call ausgeschrieben wird. Das Team prüft die Einreichungen anhand von Kriterien wie Relevanz für das Thema, Recherchetiefe des Antragstellers, Einzigartigkeit der Geschichte, ob die Geschichte im vorgegebenen Zeitrahmen produziert werden kann usw.
Dokumentarfilme werden nicht nur auf der Chai Khana-Website veröffentlicht, sondern auch bei Festivals und Wettbewerben angemeldet, damit sie bei einem größeren Publikum bekannt werden. So nahm eine Auswahl von Kurzfilmen 2024 am Internationalen Kurzfilmfestival Tampere teil. Auf dem Odense International Film Festival (OFF) 2022 waren Chai Khana mit einer Podiumsdiskussion und mehreren Kurzfilmen vertreten. Der Dokumentarfilm „Dialogues with Zuleyha“ gewann beim Baku International Short Film Festival (BISFF) dem Preis der Festivaljury. Weiter werden Live-Events wie Ausstellungen und Filmvorführungen organisiert, um Leser und Mitwirkende zusammenbringen und Geldgeber zu gewinnen. Chai Khana Media präsentiert die Ziele und Inhalte ihrer Plattform auch bei internationalen Foren, wie 2019 auf dem World Forum for Democracy der EU.

## Geschichte
Chai Khana Media wurde 2014 mit einem Schwerpunkt im Bereich der Ausbildung gegründet und ging 2015 online. Die Nachrichten werden in den Sprachen Englisch und Russisch veröffentlicht, viele der Artikel werden auch ins Georgische, Armenische und Aserbaidschanische übersetzt. Die Medien-Plattform hat seinen Sitz in Tiflis, Georgien. Sie ist werteorientiert, international ausgerichtet und politisch unabhängig. Das 11-köpfige Redaktionsteam besteht fast ausschließlich aus Frauen. Ebenso sind ungefähr 80 % der über 200 freiberuflich tätigen Autorinnen und Autoren Frauen. Sie arbeiten als Journalistinnen, Filmemacherinnen und Fotografinnen, die kein Gehalt beziehen, jedoch ein Honorar und eine Low-Budget-Unterstützung zur Deckung ihrer Reise- und Unterbringungskosten erhalten. Im Sommer 2019 wurde Lika Antadze im Alter von 26 Jahren zur Chefredakteurin ernannt.
Im Jahr 2019 wurde der Versuch gestartet, eine Agentur zu gründen, die die Mitwirkenden gegenüber Medienorganisationen außerhalb der Region vertritt und Rechte der Autorinnen und Autoren vermarktet. Der Prozess sollte über die Website zugänglich gemacht werden. Aufgrund des Wechsels in der Geschäftsführung, Herausforderungen bei der Entwicklung der Benutzeroberfläche sowie rechtlichen Fragen wurde das Vorhaben zurückgestellt.
Während der COVID-19-Pandemie arbeite die Plattform unter Nutzung digitaler Hilfsmittel weiter, musste allerdings alle Live-Veranstaltungen wie Filmvorführungen, Ausstellungen und Schulungen absagen.
Im Jahr 2022 entstand die Ausstellung Fragmente in Kooperation mit der Friedrich-Ebert-Stiftung. Sie zeigte Fotostorys, wie beispielsweise über den Krieg in der Ukraine, Minderheiten, Nachhaltigkeit und Migration. Die Ausstellung umfasste Werke junger und etablierter Fotografen.

## Auszeichnungen
Chai Khana Media erhielt zahlreiche nationale und internationale Preise, wie den International Centre for Migration Policy Development (ICMPD) prize on migration und den CineDoc awards.
Der EU-Preis für Journalismus 2015 erging an Chai Khana Media als informativstem Online-Medium.
Im Jahr 2016 wurde der Beitrag Forbidden Friends, produziert von Chai Khana Media mir dem ADAMI Media Prize for Information (Non-Fiction) ausgezeichnet.
Im nach Joshua Friedman (Pulitzerpreisträger für Auslandsberichterstattung 1985 mit Dennis Bell und Fotograf Ozier Muhammad) benannten und 2012 ins Leben gerufenen Preis für journalistische Arbeiten in Georgien ergingen zwei Auszeichnungen an Projekte von Chai Khana Media. Der Preis für die beste vertiefende Arbeit ging an das Multimediaprojekt „Shared Waters“ (Bild: Anush Babajanian, Daro Sulakauri und Ilkin Huseinov; Text: Monika Elena; Kuratorin: Caroline Sutcliffe). Für sein Werk „Die verlorene Geschichte des Abchasischen Krieges von 1992–1993“ (Chai Khana Media) wurde Zurab Balanchivadze mit dem Förderpreis für die beste vertiefte Arbeit ausgezeichnet.
Der mit 15.000 EUR dotierte Free Media Award der norwegischen Fritt Ord-Stiftung und der deutschen Zeit-Stiftung wurde 2018 an Chai Khana Media verliehen, nachdem sie von der Botschaft der Bundesrepublik Deutschland in Georgien nominiert wurde. Die Jury bestand aus Alice Bota (Moskau-Korrespondentin der Wochenzeitung Die Zeit), Ane Tusvik Bonde (leitende Beraterin der Human Rights Foundation, Oslo), Guri Norstrøm (Berlin-Korrespondentin der norwegischen National Broadcasting Corporation NRK, Oslo), Martin Paulsen (Osteuropa-Experte von der Universität Bergen) und Stephan Wackwitz (Geschäftsführer des Goethe-Instituts, Minsk). Ziel der Free Media Awards ist es laut Knut Olav Åmås, Geschäftsführer der Fritt Ord Foundation, Journalisten und Medienorganisationen zu unterstützen, die unabhängig berichten und ihre Arbeit angesichts aller Arten von Bedrohungen und Zwängen fortführen.
Chai Khana Media wurde mit dem Free Media Award für ihre originelle und innovative Berichterstattung ausgezeichnet, die Stereotypen hinterfragt, das soziale Engagement ihrer Leser fördert und sich an Minderheiten und Frauen sowie an Menschen in ländlichen Gebieten und Konfliktgebieten richtet. Die Themen werden im Laufe der Zeit weiterverfolgt, damit sie nicht in Vergessenheit geraten. Die Plattform gebe marginalisierten Gruppen eine Stimme und greife selten veröffentlichte Themen auf. Als Beispiele wurde eine Reihe von Artikeln über die trauernden Eltern gefallener Soldaten auf beiden Seiten der Grenze zu Berg-Karabach, Berichte über das Versäumnis Armeniens, aus Aserbaidschan zurückkehrende armenische Flüchtlinge zu integrieren, und die Schwierigkeiten, mit denen Staatenlose in Georgien konfrontiert sind, genannt.
Eine der drei Lobenden Erwähnungen im EUMM Special Prize for Peace Journalism erging 2021 an Mariam Jatchvadze von Chai Khana Media für die Dokumentation “Life after War”. Der von der EUMM gesponserte Preis wird in Zusammenarbeit mit dem in London ansässigen Institute for War and Peace Reporting (IWPR) organisiert.
Am 16. Dezember 2023 gewann Chai Khana Media in der Kategorie „Beste visuelle Arbeit“ beim Medienwettbewerb „Equality for Media 2023“ der Organisation „Women for a Common Future“ (WECF). Veranstalter der Abschlussveranstaltung mit Preisverleihung waren die Europäische Union, die Botschaft des Königreichs der Niederlande und WECF Georgien.
Im Februar 2024 wurde das Ergebnis des EU-Preises für Journalismus 2023 bekannt gegeben. In der Rubrik „Bestes Dokumentarfoto, das gemeinsame Werte widerspiegelt“ erhielten Tornike Mermanishvili (Chai Khana Media), Khatia Nikabadze (Chai Khana Media) und Aleksandre Keshelashvili (Publica) eine Lobende Erwähnung.

## Finanzierung
Chai Khana Media wird überwiegend von der Botschaft des Vereinigten Königreichs unterstützt, bemüht sich jedoch um eine breitere finanzielle Aufstellung. Es wurden Projekt- und Sponsorenverträge mit unterschiedlichen Organisationen abgeschlossen. Dazu gehörten die Fritt-Ord-Stiftung, das Norwegische Helsinki-Komitee, das UNDP, die Open Society Foundations, die Friedrich-Ebert-Stiftung und andere. Über einen Link der eigenen Webseite werden Spenden eingeworben.